# Яникой (Кабардино-Балкарія)
Яникой (рос. Яникой) — село у Чегемському районі Кабардино-Балкарії Російської Федерації.
Орган місцевого самоврядування — сільське поселення Яникой. Населення становить 2792 особи.

## Історія
Згідно із законом від 27 лютого 2005 року органом місцевого самоврядування є сільське поселення Яникой.

## Населення
| 2002 | 2010  |
| ---- | ----- |
| 2685 | ↗2792 |